# Karl Erik Gustafsson
Karl Erik Gustafsson, folkbokförd Karl-Erik Gustafsson, född 8 oktober 1938 i Ljungby församling i Kronobergs län, död 12 maj 2018 i Ugglarp, var en svensk företagsekonom och medieprofessor.

## Biografi
Karl Erik Gustafsson var son till pastor Eric Gustafsson och charkuteristen Helga, ogift Andersson. Han avlade examen som civilekonom 1963, blev ekonomie licentiat 1970 och docent 1975. Han utsågs till professor i massmedieekonomi vid Göteborgs universitet 1989 och fortsatte sin tjänstgöring vid Högskolan i Jönköping 2003.
Han var ledamot i Kungliga Vetenskaps- och Vitterhetssamhället i Göteborg (VVG), gästprofessor i Paris, int reader vid Helsingfors universitet och ämnesexpert på massmedier för Nationalencyklopedin. Han har medverkat i statliga utredningar om massmedier och presshistoriska arbeten.
Gustafsson fick enligt egen uppgift i uppdrag av Bonniers att inför tidningen Expressens 50-årsjubileum 1994 ta fram en jubileumsbok. Arbetet stoppades dock med motiveringen att det saknades pengar. Gustafsson menade dock att orsaken var att han berörde känsliga delar av Bonniers maktkoncentration inom medieområdet. Boken gavs senare ut 1996 av Handelshögskolan i Göteborg.
Gustafsson var en av initiativtagarna och en av huvudredaktörerna till "Den svenska pressens historia" (2000–2003) som beskrivits som hans viktigaste bidrag till svensk medieforskning.

### Familj
Karl Erik Gustafsson var från 1962 gift med Margareta Janson (född 1938), socionom och filosofie kandidat, dotter till färghandlaren Richard Janson och folkskolläraren Ingeborg, ogift Svensson. De fick två döttrar, födda 1964 respektive 1966.